# Němčice (Morávia do Sul)
Němčice é uma comuna checa localizada na região de Morávia do Sul, distrito de Blansko.